# إيفان جونز (لاعب دوري الرغبي)
إيفان جونز (بالإنجليزية: Ivan Jones)‏ هو لاعب دوري الرغبي أسترالي، ولد في 10 نوفمبر 1942 في كوينزلاند في أستراليا، وتوفي في 22 فبراير 2015 في سيدني في أستراليا.